# Schoenoplectus torreyi
Schoenoplectus torreyi là loài thực vật có hoa trong họ Cói. Loài này được (Olney) Palla miêu tả khoa học đầu tiên năm 1911.